# Paks-Dunapart megállóhely
Paks-Dunapart megállóhely egy Tolna vármegyei megállóhely Paks városában, a MÁV üzemeltetésében.
Az óvárosi városrész központjának keleti szélén helyezkedik el, nevéhez híven valóban szinte közvetlenül a Duna partján, a 6-os főút mellett, közúti elérését is a főút biztosítja.
A megállóhelyet érintő vonalszakaszon jelenleg szünetel a személyszállítás.

## Vasútvonalak
A megállóhelyet az alábbi vasútvonalak érintik:
- Pusztaszabolcs–Paks-vasútvonal

## Kapcsolódó állomások
A vasúti megállóhelyhez az alábbi állomások vannak a legközelebb:
- Ópaks vasútállomás (Pusztaszabolcs vasútállomás, Pusztaszabolcs–Paks-vasútvonal)
- Paks vasútállomás (Paks vasútállomás, Pusztaszabolcs–Paks-vasútvonal)

## Forgalom
A megállóhelyen és az azt érintő vasútvonal egy részén a személyszállítás 2009. december 13-a óta szünetel.